# Lepturges centralis
Lepturges centralis là một loài bọ cánh cứng trong họ Cerambycidae.